# Пфёдерль, Леонхард
Ле́онхард Пфё́дерль (нем. Leonhard Pföderl; род. 1 сентября 1993, Бад-Тёльц, Бавария) — немецкий хоккеист, нападающий. Игрок сборной Германии по хоккею с шайбой.

## Биография
Родился 1 сентября 1993 года в городе Бад-Тёльц. Воспитанник местной хоккейной школы, выступал в молодёжном чемпионате Германии за городскую команду. В 2010 году дебютировал в третьей лиге страны за «Тёльцер Лёвен». Выступал за команду до 2014 года, за команду в третьей лиге сыграл 127 матчей забросил 37 шайб и отдал 58 голевых передач.
В 2012 году подписал контракт с командой высшей лиги «Нюрнберг Айс Тайгерс». Во втором матче сезона 2012/13 забросил первую шайбу в элитной лиге Германии в ворота команды «Адлер Мангейм». В сезоне 2014/15 выступал также во второй лиге за «Лёвен Франкфурт».
В апреле 2019 года подписал контракт с «Айсберен Берлин».
За сборную Германии выступал на молодёжных и юниорских турнирах. В 2018 году дебютировал за основную команду на Олимпийских играх в Пхёнчхане.